# Ramandolo (vino)
Ramandolo è un vino DOCG prodotto nella provincia di Udine

## Zona di produzione
Il territorio del comune di Nimis che comprende la frazione di Ramandolo da cui prende il nome il vino e parte del territorio del comune di Tarcento, tutti in provincia di Udine.

## Vitigni con cui è consentito produrlo
- Verduzzo Friulano: 100%[1]

## Tecniche produttive
Sono da considerarsi inadatti i terreni eccessivamente umidi o insufficientemente soleggiati.
I nuovi impianti ed i reimpianti dovranno avere una densità non inferiore ai 3 000 ceppi/ettaro.
L'appassimento delle uve potrà verificarsi sulla pianta o in locali idonei, sia termocondizionati che a ventilazione forzata.
Nella vinificazione e nell'affinamento è consentito l'uso di botti in legno.
Tutte le operazioni di vinificazione e imbottigliamento debbono essere effettuate nella zona DOCG.

## Informazioni sulla zona geografica
La zona di produzione del Ramandolo è la più settentrionale del Friuli. Essa comprende un territorio di alta e media collina (altitudine media 325 m s.l.m.) alle pendici del monte Bernadia (1 732 m) che la protegge dai venti freddi di tramontana. Presenta una temperatura media di 13,6 °C con picchi estivi superiori ai 30 °C ed una elevata piovosità (più di 2 200 mm distribuiti in 130 giorni).
I terreni molto poveri, derivati da marne oceaniche: "Flysch di Cormons" (in friulano "ponca"), presentano elevate pendenze, a volte superiori al 30% e sono sistemati a terrazze molto strette, per cui non sono meccanizzabili e tutte le operazioni colturali devono essere svolte manualmente.

## Caratteristiche organolettiche
- colore: giallo dorato più o meno intenso;
- odore: intenso e caratteristico di ramandolo;
- sapore: gradevolmente dolce, vellutato più o meno tannico e di corpo con eventuale sentore di legno;[1]
- acidità totale minima: 4,5 g/l;
- acidità volatile massima: 30 meq/l.[1]

## Storia
Come riporta il linguista Pavle Merkù nella sua Toponomastica dell'Alta Val Torre, il termine “ramandolo” deriva dallo slavo "Romandolina", lemma derivante dall'unione dei termini di Roman, cioè “latino”, e dolina, cioè valle. Fino a buona parte dell'Ottocento infatti queste zone erano abitate da una massicia minoranza slava che parlava un dialetto protoslavo simile al po nasen luseverense e che indicavano come "valle romana",cioè zona abitata da popolazioni latine, l'attuale frazione di Ramandolo. Secondo altri (Cornelio Cesare Desinan) deriva da Romandulus a sua volta diminutivo di “romandus” con il significato di “romanzo” cioè “friulano” in opposizione a “sloveno”. In effetti la frazione di Ramandolo è proprio al confine linguistico fra gli slavi (a nord) ed i latini (a sud).
Le prime notizie documentate del vino ramandolo risalgono al 1893, quando alla II Fiera-concorso dei vini friulani, fu assegnato un attestato di lode ad un vino Ramandolo fuori concorso. (in: Claudio Fabbro -"Alle radici de Ramandolo'")
Precedentemente all'attuale disciplinare questa DOCG è stata più volte modificata:
- Approvata sottozona della DOC Colli Orientali del Friuli con DPR 20.07.1970
- Approvata DOCG con DM 09.10.2001 G.U. 250 - 26.10.2001
- Modificato con DM 13.07.2011 G.U. 172 - 25.07.2011[1]

Di seguito si riportano i dati relativi al disciplinare del 2001
- resa_uva=8,0 t
- resa_vino=65,0%
- titolo_uva=12,0%
- titolo_vino=14,0%
- estratto_secco=20,0 g/l
- vitigno= Verduzzo Friulano 100.0%
- Caratteristiche organolettiche:
  - colore: giallo dorato più o meno intenso
  - odore: intenso e caratteristico
  - sapore: gradevolmente dolce, vellutato, più o meno tannico e di corpo con eventuale sentore di legno[2]

## Abbinamenti consigliati
Dessert, pasticceria secca a base di mandorle, dolci alle mele, colomba, panettone e dolci della tradizione; formaggi erborinati e stagionati; foie gras a inizio pasto.

## Produzione
Provincia, stagione, volume in ettolitri
- Udine  (1990/91)  781,22
- Udine  (1991/92)  1066,86